# Pliokogia
{{#ifeq:0|0|{{#if:|{{#if:Pliokogiaappenninica|[[]}}|}}}}
Pliokogia — вимерлий рід морських ссавців з родини когієвих. Скам'янілість складається з неповного черепа. Єдиним видом у цьому роді є Pliokogia appenninica.